# 流れ星へ
『流れ星へ』（ながれぼしへ）は、『美少女戦士セーラームーンセーラースターズ』より登場の新たな3人のセーラー戦士・スリーライツのシングルである。1996年7月20日に日本コロムビアより発売。

## 収録曲
全作詞：武内直子
1. 流れ星へ [4:47]
  - 作曲：鈴木キサブロー、編曲：大谷和夫
  - テレビアニメ『美少女戦士セーラームーンセーラースターズ』第185・189 - 191・193 - 195話挿入歌
2. とどかぬ想い -my friend's love- [3:54]
  - 作曲・編曲：有澤孝紀
  - テレビアニメ『美少女戦士セーラームーンセーラースターズ』第188話・第195話挿入歌
3. 流れ星へ（オリジナル・カラオケ） [4:48]
4. とどかぬ想い -my friend's love-（オリジナル・カラオケ） [3:52]

### ユニットメンバー
1. 1 2 3  星野光（新山志保）、大気光（津野田なるみ）、夜天光（坂本千夏）